# Пятьдесят манатов
Пятьдесят манатов (азерб. Əlli manat, туркм. Elli manat) — номинал банкнот и монет азербайджанского маната и туркменского маната.

## Банкноты

### Вышли из обращения
|             | Изображение | Изображение | Размеры (мм) | Основной цвет       | Описание                                                                                     | Описание                                                             | Дата выпуска | Дата выхода из обращения |
|             | Аверс       | Реверс      | Размеры (мм) | Основной цвет       | Аверс                                                                                        | Реверс                                                               | Дата выпуска | Дата выхода из обращения |
| ----------- | ----------- | ----------- | ------------ | ------------------- | -------------------------------------------------------------------------------------------- | -------------------------------------------------------------------- | ------------ | ------------------------ |
| Азербайджан |             |             | 125×63       | красный серый       | Девичья башня                                                                                | надпись «AZƏRBAYCAN MİLLİ BANKI» и обозначение номинала «ƏLLİ manat» | 1993         | 2005                     |
| Туркмения   |             |             | 144×72       | коричневый бурый    | портрет Сапармурата Ниязова, мемориал воинам Туркмении, павшим в Великой Отечественной войне | Мечеть в Аннау                                                       | 1993         | 2009                     |
| Туркмения   |             |             | 144×72       | Фиолетовый, лиловый | Портрет Сапармурата Ниязова                                                                  | Ахалтекинская лошадь                                                 | 2005         | 2009                     |

### Находятся в обращении
|             | Изображение | Изображение | Размеры (мм) | Основной цвет  | Описание | Описание                                                  | Дата выпуска |
|             | Аверс       | Реверс      | Размеры (мм) | Основной цвет  | Аверс | Реверс                                                    | Дата выпуска |
| ----------- | ----------- | ----------- | ------------ | -------------- | --- | --------------------------------------------------------- | ------------ |
| Азербайджан |             |             | 148 × 70     | Жёлтый         | Молодёжь, ступеньки (как символ прогресса), Солнце (как символ силы и света), а также химические и математические знаки (как символ науки) | Карта Азербайджана на фоне орнаментов национальных ковров | 2005         |
| Туркмения   |             |             | 144×72       | Зеленый, серый | Портрет Горкут Ата | Здание меджлиса Туркмении                                 | 2009         |
| Туркмения   |             | 2014        | 144×72       | Зеленый, серый | Портрет Горкут Ата | Здание меджлиса Туркмении                                 |              |

## Памятные монеты

### Азербайджан
| 1996 | | 500-летие жизни и творчества Мухаммеда Физули |
| 1996 | Аверс: иллюстрация к поэме Физули «Лейли и Меджнун», название государства, номинал и год выпуска. Реверс: портрет Физули, его имя на азерб. MƏHƏMMƏD FÜZULİ и надпись на азерб. 500 İL. Гурт: рубчатый. Отчеканена на Королевском монетном дворе Великобритании. Номинал: 50 манатов. Материал: серебро-925. Масса: 28,28 г. Диаметр: 38,61 мм. Тираж: 5000 шт.                                                        |                                               |
| 1999 | | 1300-летие дастана «Книга моего деда Коркута» |
| 1999 | Аверс: изображение деда Коркута верхом на коне и с гопузом в руке, название государства, номинал и год выпуска. Реверс: надпись на азерб. KİTABİ DƏDƏ QORQUD 1300. Гурт: рубчатый. Отчеканена на монетном дворе Национального банка Украины. Номинал: 50 манатов. Материал: серебро-925. Масса: 31,1 г. Диаметр: 38,61 мм. Тираж: 1000 шт.                                                                             |                                               |
| 2004 | | Памяти Гейдара Алиева                         |
| 2004 | Аверс: карта Азербайджана с надписью на азерб. Azərbaycanın müstəqilliyi daimidir, əbədidir, dönməzdir…, название государства, номинал и год выпуска. Реверс: портрет и имя Гейдара Алиева на азерб. HEYDƏR ƏLİYEV. Гурт: рубчатый. Отчеканена на Королевском монетном дворе Великобритании. Номинал: 50 манатов. Материал: серебро-925. Масса: 28,28 г. Диаметр: 38,61 мм. Тираж: 2000 шт.                            |                                               |
| 2004 | | Чемпионат мира по футболу 2006                |
| 2004 | Аверс: внутри 8-конечной звезды — герб Азербайджана, название государства на англ. REPUBLIC OF AZERBAIJAN и азерб. AZƏRBAYCAN RESPUBLİKASI, номинал и год выпуска. Реверс: изображение футболистов с мячом, надпись на англ. 2006 FIFA WORLD CUP GERMANY. Гурт: [уточнить]. Отчеканена на Польском монетном дворе. Номинал: 50 манатов. Материал: серебро-925. Масса: 28,28 г. Диаметр: 38,61 мм. Тираж: до 50 000 шт. |                                               |

### Туркменистан
| 2011 | | 20 лет независимости Туркмении. Ашхабад эпохи Возрождения |
| 2011 | Аверс: герб Туркмении, надпись на туркм. TÜRKMENISTANYŇ GARAŞSYZLYGYNA 20 ÝYL, даты «1991 2011», оливковые ветви, руб-аль-хизб. Реверс: коллаж из современных зданий и сооружений Ашхабада, надпись на туркм. AŞGABAT GALKYNYŞ EÝÝAMYNYDA, номинал монеты, руб-аль-хизб, масса и проба металла. Гурт рубчатый. Номинал: 50 манатов. Масса: 28,28 г. Диаметр: 38,61 мм. Тираж: 200 шт. |                                                           |
| 2011 | | 20 лет независимости Туркмении. Ашхабад эпохи Возрождения |
| 2011 | Аверс: герб Туркмении, надпись на туркм. TÜRKMENISTANYŇ GARAŞSYZLYGYNA 20 ÝYL, даты «1991 2011», оливковые ветви, руб-аль-хизб. Реверс: коллаж из современных зданий и сооружений Ашхабада, надпись на туркм. AŞGABAT GALKYNYŞ EÝÝAMYNYDA, номинал монеты, руб-аль-хизб, масса и проба металла. Гурт рубчатый. Номинал: 50 манатов. Масса: 12,00 г. Диаметр: 28,40 мм. Тираж: 300 шт. |                                                           |
| 2011 | | 20 лет независимости Туркмении. Ашхабад эпохи Возрождения |
| 2011 | Аверс: герб Туркмении, надпись на туркм. TÜRKMENISTANYŇ GARAŞSYZLYGYNA 20 ÝYL, даты «1991 2011», оливковые ветви, руб-аль-хизб. Реверс: коллаж из современных зданий и сооружений Ашхабада, надпись на туркм. AŞGABAT GALKYNYŞ EÝÝAMYNYDA, номинал монеты, руб-аль-хизб, масса и проба металла. Гурт рубчатый. Номинал: 50 манатов. Материал: золото-917. Масса: 39,94 г. Диаметр: 38,61 мм. Тираж: 100 шт. |                                                           |
| 2011 | | 20 лет независимости Туркмении. Ашхабад эпохи Возрождения |
| 2011 | Аверс: герб Туркмении, надпись на туркм. TÜRKMENISTANYŇ GARAŞSYZLYGYNA 20 ÝYL, даты «1991 2011», оливковые ветви, руб-аль-хизб. Реверс: коллаж из современных зданий и сооружений Ашхабада, надпись на туркм. AŞGABAT GALKYNYŞ EÝÝAMYNYDA, номинал монеты, руб-аль-хизб, масса и проба металла. Гурт рубчатый. Номинал: 50 манатов. Материал: золото-917. Масса: 15,98 г. Диаметр: 28,40 мм. Тираж: 200 шт. |                                                           |
| 2012 | | 20 лет Конституции                                        |
| 2012 | Аверс: герб Туркмении, название банка-эмитента, оливковые ветви, масса и проба металла. Реверс: конституция Туркмении, Монумент Конституции и здание Меджлиса Туркмении, надпись на туркм. TÜRKMENISTANYŇ KONSTITUSIÝASYNA 20 ÝYL, номинал монеты. Гурт рубчатый. Номинал: 50 манатов. Материал: золото-917. Масса: 39,94 г. Диаметр: 38,61 мм. Тираж: [уточнить] |                                                           |
| 2012 | | Председательство в СНГ                                    |
| 2012 | Аверс: герб Туркмении, название банка-эмитента, оливковые ветви. Реверс: эмблема СНГ, надпись на туркм. 2012 ÝYLDA TÜRKMENISTANYŇ GARAŞSYZ DÖWLETLERIŇ ARKALAŞYGYNDA BAŞLYKLYK ETMEGI, номинал монеты, масса и проба металла. Гурт рубчатый. Номинал: 50 манатов. Материал: золото-917. Масса: 39,94 г. Диаметр: 38,61 мм. Тираж: 200 шт. |                                                           |
| 2012 | | Перепись населения и жилищного фонда Туркмении            |
| 2012 | Аверс: герб Туркмении, название банка-эмитента, номинал монеты, руб аль-хизб, масса и проба металла. Реверс: стилизованное изображение семьи на фоне карты Туркмении и лучей Солнца, надпись на туркм. TÜRKMENISTANYŇ ILATYNYŇ WE ÝAŞAÝYŞ JAÝ GORUNYŇ UÇDANTUTMA ÝAZUWY, год выпуска монеты. Гурт рубчатый. Номинал: 50 манатов. Материал: золото-917. Масса: 39,94 г. Диаметр: 38,61 мм. Тираж: 200 шт. |                                                           |
| 2013 | | Ахалтекинская лошадь                                      |
| 2013 | Аверс: герб Туркмении, название банка-эмитента, год выпуска монеты, оливковые ветви, руб аль-хизб. Реверс: пара лошадей в поле, надпись на туркм. TÜRKMENIŇ AHALTEKE BEDEWI, номинал монеты, масса и проба металла, руб аль-хизб. Гурт рубчатый. Номинал: 50 манатов. Масса: 28,28 г. Диаметр: 38,61 мм. Тираж: 250 шт. |                                                           |
| 2013 | | 20 лет национальной валюте                                |
| 2013 | Аверс: герб Туркмении, название банка-эмитента, номинал монеты, масса и проба металла, руб аль-хизб. Реверс: Монумент независимости, пшеница и хлопок на фоне изображения карты Туркмении и уборочной техники на хлопковом и пшеничном поле, даты «1993 2013», надпись на туркм. MILLI MANADA 20 ÝYL. Гурт рубчатый. Номинал: 50 манатов. Масса: 28,28 г. Диаметр: 38,61 мм. Тираж: 250 шт. |                                                           |
| 2013 | | Ахалтекинская лошадь                                      |
| 2013 | Аверс: герб Туркмении, название банка-эмитента, год выпуска монеты, оливковые ветви, руб аль-хизб. Реверс: пара лошадей в поле, надпись на туркм. TÜRKMENIŇ AHALTEKE BEDEWI, номинал монеты, масса и проба металла, руб аль-хизб. Гурт рубчатый. Номинал: 50 манатов. Материал: золото-917. Масса: 39,94 г. Диаметр: 38,61 мм. Тираж: 150 шт. |                                                           |
| 2013 | | 20 лет национальной валюте                                |
| 2013 | Аверс: герб Туркмении, название банка-эмитента, номинал монеты, масса и проба металла, руб аль-хизб. Реверс: Монумент независимости, пшеница и хлопок на фоне изображения карты Туркмении и уборочной техники на хлопковом и пшеничном поле, даты «1993 2013», надпись на туркм. MILLI MANADA 20 ÝYL. Гурт рубчатый. Номинал: 50 манатов. Материал: золото-917. Масса: 39,94 г. Диаметр: 38,61 мм. Тираж: 150 шт. |                                                           |
| 2014 | | 290 лет со дня рождения Махтумкули                        |
| 2014 | Аверс: герб Туркмении, название банка-эмитента, номинал монеты, масса и проба металла, руб аль-хизб. Реверс: цветные изображения Монумента независимости, пергамента с пером в чернильнице и флага Туркмении, позолоченные изображения Махтумкули и оливковых ветвей на фоне земного шара, надпись на туркм. NUSGAWY TÜRKMEN ŞAHYRY MAGTYMGULY PYRAGYNYŇ 290 ÝYLLYGY, название государства и год выпуска монеты. Гурт рубчатый. Номинал: 50 манатов. Материал: золото-917. Масса: 39,94 г. Диаметр: 38,61 мм. Тираж: 50 шт. |                                                           |
| 2014 | | Железная дорога Казахстан — Туркменистан — Иран           |
| 2014 | Аверс: герб Туркмении, название банка-эмитента, номинал монеты, масса и проба металла, руб аль-хизб. Реверс: цветные изображения флагов Казахстана, Туркмении и Ирана и позолоченное изображение локомотива на рельсах на фоне земного шара, надпись на туркм. GAZAGYSTAN – TÜRKMENISTAN – EÝRAN DOSTLUK DEMIR ÝOLY, год выпуска монеты, руб аль-хизб. Гурт рубчатый. Номинал: 50 манатов. Материал: золото-917. Масса: 39,94 г. Диаметр: 38,61 мм. Тираж: [уточнить]                                                       |                                                           |
| 2014 | | 290 лет со дня рождения Махтумкули                        |
| 2014 | Аверс: герб Туркмении, название банка-эмитента, номинал монеты, масса и проба металла, руб аль-хизб. Реверс: цветные изображения Монумента независимости, пергамента с пером в чернильнице и флага Туркмении, позолоченные изображения Махтумкули и оливковых ветвей на фоне земного шара, надпись на туркм. NUSGAWY TÜRKMEN ŞAHYRY MAGTYMGULY PYRAGYNYŇ 290 ÝYLLYGY, название государства и год выпуска монеты. Гурт рубчатый. Номинал: 50 манатов. Масса: 28,28 г. Диаметр: 38,61 мм. Тираж: 250 шт.                      |                                                           |
| 2014 | | Железная дорога Казахстан — Туркменистан — Иран           |
| 2014 | Аверс: герб Туркмении, название банка-эмитента, номинал монеты, масса и проба металла, руб аль-хизб. Реверс: цветные изображения флагов Казахстана, Туркмении и Ирана и позолоченное изображение локомотива на рельсах на фоне земного шара, надпись на туркм. GAZAGYSTAN – TÜRKMENISTAN – EÝRAN DOSTLUK DEMIR ÝOLY, год выпуска монеты, руб аль-хизб. Гурт рубчатый. Номинал: 50 манатов. Масса: 28,28 г. Диаметр: 38,61 мм. Тираж: 250 шт.                                                                                |                                                           |
| 2015 | | Спутник TürkmenÄlem 52°E                                  |
| 2015 | Аверс: герб Туркмении, название банка-эмитента, номинал монеты, масса и проба металла. Реверс: спутник TürkmenÄlem 52°E и его название, карта мира, оливковые ветви, надпись на туркм. MILLI KOSMOS AGENTLIGI, национальный орнамент. Гурт рубчатый. Номинал: 50 манатов. Масса: 28,28 г. Диаметр: 38,61 мм. Тираж: 250 шт. |                                                           |
| 2015 | | 20 лет государственной программе «Здоровье»               |
| 2015 | Аверс: герб Туркмении, название банка-эмитента, номинал монеты, масса и проба металла, руб аль-хизб. Реверс: эмблема Министерства здравоохранения Туркмении, надпись на туркм. TURKMENISTANYN LUKMANÇYLYGY и туркм. SAGLYK DÖWLET MAKSATNAMASYNA 20 ÝYL, год выпуска монеты. Гурт [уточнить]. Номинал: 50 манатов. Масса: 28,28 г. Диаметр: 38,61 мм. Тираж: [уточнить] |                                                           |
| 2015 | | 20 лет нейтралитета                                       |
| 2015 | Аверс: герб Туркмении, название банка-эмитента, номинал монеты, масса и проба металла. Реверс: эмблема празднования 20-летия нейтралитета Туркмении, надпись на туркм. ÝAŞASYN GARAŞSYZ, BAKY BITARAP TÜRKMENISTAN, год выпуска монеты. Гурт рубчатый. Номинал: 50 манатов. Масса: 28,28 г. Диаметр: 38,61 мм. Тираж: [уточнить] |                                                           |
| 2015 | | Спутник TürkmenÄlem 52°E                                  |
| 2015 | Аверс: герб Туркмении, название банка-эмитента, номинал монеты, масса и проба металла. Реверс: спутник TürkmenÄlem 52°E и его название, карта мира, оливковые ветви, надпись на туркм. MILLI KOSMOS AGENTLIGI, национальный орнамент. Гурт рубчатый. Номинал: 50 манатов. Материал: золото-917. Масса: 39,94 г. Диаметр: 38,61 мм. Тираж: [уточнить] |                                                           |
| 2015 | | 20 лет государственной программе «Здоровье»               |
| 2015 | Аверс: герб Туркмении, название банка-эмитента, номинал монеты, масса и проба металла, руб аль-хизб. Реверс: эмблема Министерства здравоохранения Туркмении, надпись на туркм. TURKMENISTANYN LUKMANÇYLYGY и туркм. SAGLYK DÖWLET MAKSATNAMASYNA 20 ÝYL, год выпуска монеты. Гурт [уточнить]. Номинал: 50 манатов. Материал: золото-917. Масса: 39,94 г. Диаметр: 38,61 мм. Тираж: [уточнить] |                                                           |
| 2015 | | 20 лет нейтралитета                                       |
| 2015 | Аверс: герб Туркмении, название банка-эмитента, номинал монеты, масса и проба металла. Реверс: эмблема празднования 20-летия нейтралитета Туркмении, надпись на туркм. ÝAŞASYN GARAŞSYZ, BAKY BITARAP TÜRKMENISTAN, год выпуска монеты. Гурт рубчатый. Номинал: 50 манатов. Материал: золото-917. Масса: 39,94 г. Диаметр: 38,61 мм. Тираж: [уточнить] |                                                           |
| 2016 | | 25 лет независимости                                      |
| 2016 | Аверс: герб Туркмении, название банка-эмитента, номинал монеты, масса и проба металла. Реверс: Монумент Независимости, пять гёлей, карта Туркменистана, число «XXV» и ветви оливы на фоне стилизованных лучей Солнца, надпись на туркм. ÝAŞASYN GARAŞSYZ, BAKY BITARAP TÜRKMENISTAN!. Гурт [уточнить]. Номинал: 50 манатов. Масса: 28,28 г. Диаметр: 38,61 мм. Тираж: [уточнить] |                                                           |
| 2016 | | 25 лет независимости                                      |
| 2016 | Аверс: герб Туркмении, название банка-эмитента, номинал монеты, масса и проба металла. Реверс: Монумент Независимости, пять гёлей, карта Туркменистана, число «XXV» и ветви оливы на фоне стилизованных лучей Солнца, надпись на туркм. ÝAŞASYN GARAŞSYZ, BAKY BITARAP TÜRKMENISTAN!. Гурт [уточнить]. Номинал: 100 манатов. Материал: золото-917. Масса: 39,94 г. Диаметр: 38,61 мм. Тираж: [уточнить] |                                                           |